# 소년은
"소년은"(Boy Is)는 한국에서 제작된 조아람 감독의 2004년 드라마 영화이다. 우준영 등이 주연으로 출연하였다.

## 출연

### 주연
- 우준영
- 조형원
- 이태실

## 기타
- 조명: 김광호
- 사운드: 양성진
- 미술: 조준희